# 49
Năm 49 là một năm trong lịch Julius. 